# Gocheok Sky Dome
Der Gocheok Sky Dome (koreanisch 고척스카이돔) ist ein überdachtes Baseballstadion in Gocheok-dong der südkoreanischen Hauptstadt Seoul. Die 2015 eröffnete Anlage hat ein Fassungsvermögen von knapp 16.800 Zuschauern. Bei anderen Veranstaltungen, wie etwa Konzerten, können bis zu 25.000 Besucher Platz finden. Es ist seit 2016 die Heimspielstätte des Baseballvereins Kiwoom Heroes. Der Gocheok Sky Dome ist das bisher einzige überdachte Baseballstadion in Südkorea.

## Geschichte
Der Plan zum Bau eines neuen Stadions wurden im Jahr 2008 bekannt. Im Jahr 2009 gab der damalige Bürgermeister Oh Se-hoon bekannt, dass das Stadion als Dome geplant werde.
Der Spatenstich für den Bau des Gocheok Sky Domes wurde im Februar des Jahres 2009 gelegt. Entworfen wurde der Bau von den Architekturbüros Ilgeon und ATEC. Der Bau wurde durch die Hyundai Development Company, Hanjin Heavy Industries und Sungjee Construction realisiert. Der Bau des Stadions nahm mehr als sechs Jahre in Anspruch, da das Design des Stadions mehrfach geändert wurde.
Die Kosten für das am 15. September 2015 eröffnete Stadion betrugen 240 Milliarden Südkoreanische Won. Ursprünglich sollte der Neubau knapp 40 Milliarden Won kosten. Das knapp 16.800 Zuschauer fassende Stadion ist seit 2016 Heimspielstätte des südkoreanischen Baseballklubs Kiwoom Heroes aus Seoul. Bei außersportlichen Veranstaltungen erreicht das Stadion eine Kapazität von bis zu 25.000 Besuchern.
Im Jahr 2017 fand die erste Runde der World Baseball Classic der Gruppe A mit Südkorea, den Niederlanden, Israel und Taiwan im Gocheok Sky Dome statt. Zwei Jahre später wurde im Gocheok Sky Dome die Gruppenspiele der Gruppe C der WBSC Premier12 ausgetragen. In dieser Gruppe traf Südkorea auf Kuba, Australien und Kanada. Im Jahr 2020 fanden alle Postseason-Spiele der KBO League im Gocheok Sky Dome statt. Im November 2023 fand das Finale der League of Legends World Championship im Gocheok Sky Dome statt.
Am 20. und 21. März 2024 werden zwei Spiele der nordamerikanischen Major League Baseball (MLB) zum Saisonbeginn im Gocheok Sky Dome stattfinden. Es sind die ersten Partien der Regular Season der MLB in Südkorea. Es werden die Los Angeles Dodgers und die San Diego Padres aufeinandertreffen. Es ist das neunte Mal, dass die MLB eine Saison außerhalb der Vereinigten Staaten und Kanada beginnt. Im Vorfeld der Begegnungen wurden Renovierungsarbeiten am Stadion durchgeführt. So wurde ein neues Kunstrasenspielfeld verlegt und Lichtshowsdas Flutlicht modernisiert. Die Halogen-Metalldampflampen wurden durch LED-Scheinwerfer ersetzt. Des Weiteren wurden 56 farbige LED-Strahler für Lichtshows eingebaut. Darüber hinaus wurden die Räumlichkeiten für die Spieler, wie etwa die Umkleidekabinen und die Cafeteria der Gastmannschaft, verbessert. Auch das Fanerlebnis wurde durch die Modernisierung der Skybox-Einrichtungen und die Einführung eines neuen Fußgängerplatzes und eines grünen Platzes außerhalb des Stadions verbessert.
Neben dem Baseball fungiert der Gocheok Sky Dome auch als Veranstaltungsort für Konzerte. Das erste Konzert absolvierte die südkoreanische Boygroup Exo am 10. Oktober 2015 vor rund 22.000 Besuchern. Weitere Acts, die im Dome auftraten sind Metallica, BTS, Ariana Grande, Britney Spears, Wanna One, Katy Perry, The Weeknd, Sam Smith, U2, Queen, NCT 127, Billie Eilish, Maroon 5 und Seventeen.